# Pordenone Calcio 1982-1983
Questa voce raccoglie le informazioni riguardanti il Pordenone Calcio nelle competizioni ufficiali della stagione 1982-1983.

## Rosa
| N. |                   | Ruolo | Calciatore         |
| -- | ----------------- | ----- | ------------------ |
|    | Italia (bandiera) | D     | Corrado Canzi      |
|    | Italia (bandiera) | C     | Claudio Canzian    |
|    | Italia (bandiera) | D     | Maurizio Carlo     |
|    | Italia (bandiera) |       | Cocco              |
|    | Italia (bandiera) | P     | Ennio Dal Bianco   |
|    | Italia (bandiera) | P     | Attilio Da Pieve   |
|    | Italia (bandiera) | C     | Loris Dominissini  |
|    | Italia (bandiera) | A     | Roberto Fabris     |
|    | Italia (bandiera) | D     | Daniele Fortunato  |
|    | Italia (bandiera) | C     | Claudio Minincleri |
|    | Italia (bandiera) | C     | Claudio Mosolo     |

| N. |                   | Ruolo | Calciatore          |
| -- | ----------------- | ----- | ------------------- |
|    | Italia (bandiera) | D     | Alberto Pari        |
|    | Italia (bandiera) | A     | Roberto Peressoni   |
|    | Italia (bandiera) | C     | Paolo Peressotti    |
|    | Italia (bandiera) | P     | Fabio Pisani        |
|    | Italia (bandiera) | C     | Andrea Sambugaro    |
|    | Italia (bandiera) | C     | Adriano Semenzato   |
|    | Italia (bandiera) | D     | Maurizio Siega      |
|    | Italia (bandiera) | C     | Francesco Spigariol |
|    | Italia (bandiera) | D     | Claudio Teccolo     |
|    | Italia (bandiera) | C     | Sergio Vriz         |